# Nampcelles-la-Cour
Nampcelles-la-Cour é uma comuna francesa na região administrativa de Altos da França, no departamento de Aisne. Estende-se por uma área de 10,89 km². Em 2010 a comuna tinha 119 habitantes (densidade: 10,9 hab./km²).